# 竹澤正祥
竹澤 正祥（たけざわ まさよし、1995年5月5日 - ）は、ジャパンラグビーリーグワン横浜キヤノンイーグルスに所属するラグビー選手。

## プロフィール
- 群馬県出身[1]。
- ポジションはセンター(CTB)、ウィング(WTB)で高校時代はフランカー(FL)だった[2]。
- 身長 176 cm、体重 91 kg
- ニックネームはまさよし、たけ[3]。
- 強靭な肉体と驚異的なスピードを誇る。
- 甘いマスクをもち、女性ファンも多い。

## 略歴
2014年、明和県央高校卒業後、日本大学に入る。
2018年、日本大学卒業後、日野自動車レッドドルフィンズ(現・日野レッドドルフィンズ)に加入。同年8月31日に行われたジャパンラグビートップリーグ第1節の宗像サニックスブルース戦にて先発出場で公式戦初出場を果たす。
2021年、横浜キヤノンイーグルスに加入。